# Tecuhtli

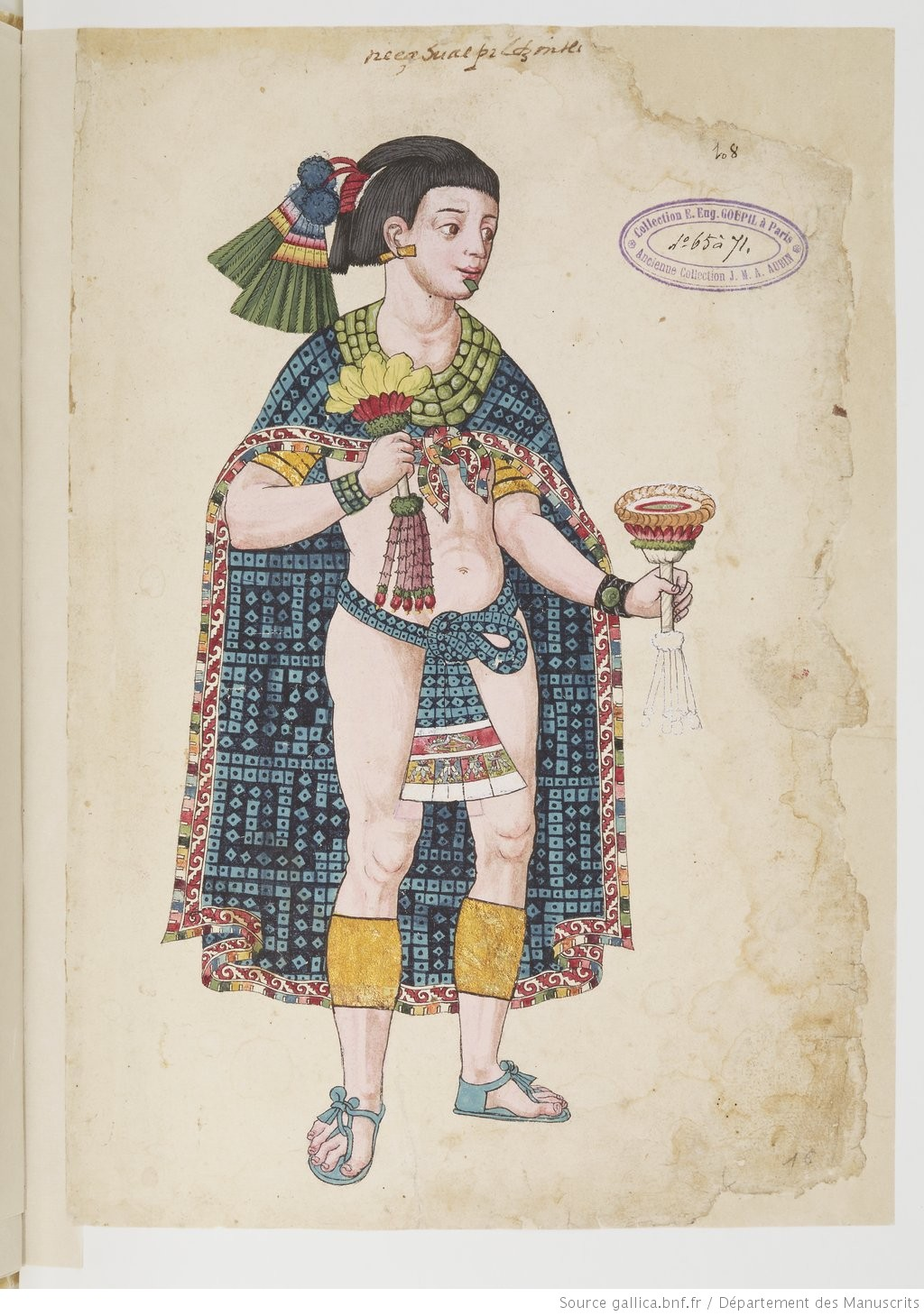
Exemple de tecuhtli : Nezahualpilli, tlatoani de Texcoco.

Dans la société aztèque, le titre nahuatl de « tecuhtli » (plur.« tetecuhtin »), également restranscrit sous la forme « teuctli » (plur. « teteuctin ») et généralement traduit par « dignitaire » ou « seigneur », distinguait la couche supérieure de la classe dirigeante du reste de la population. Leurs descendants étaient nommés « pilli » (plur. « pipiltin »), équivalent du terme espagnol « hidalgo » (« fils de quelqu'un »).

## Un statut social d'importance variable
Ces dirigeants, que les Conquistadors dénommèrent « caciques », pouvaient aussi bien être de relativement modestes calpullec (chefs de village ou de quartier de la capitale), que des fonctionnaires de rang élevé (chef de l'administration des finances, par exemple), des juges importants ou de grands chefs militaires. Ce titre était également donné au dirigeant d'une cité étrangère quand celle-ci était incorporée à l'Empire aztèque. Il s'appliquait même à l'empereur et aux dieux (Mictlantecuhtli, par exemple, était le « seigneur de l'inframonde »).
Il était en revanche rarement donné aux prêtres, qui avaient leur propre système hiérarchique.

## Une aristocratie choisie
Les tecuhtli étaient désignés à vie par leurs concitoyens, mais toujours avec l'aval du pouvoir central qui devait confirmer ce choix et les nommait parfois directement. La succession du tecuhtli à ses fonctions se faisait presque toujours par un membre de sa famille, généralement son fils, son neveu ou son frère, « pourvu qu'il y en ait un et qu'il soit apte à sa fonction ». Sous Moctezuma II, les tecuhtli constituaient donc une vraie forme d'aristocratie, toutefois moins rigide que celles d'Europe, leurs descendants n'étant jamais assurés de leur succéder, un parent éloigné pouvant être choisi à leur place voire un membre d'une autre lignée pouvant être nommé d'office par les autorités impériales. Les charges les plus élevées, celles de tlatoani et des quatre « sénateurs » qui l'entouraient, faisaient en revanche l'objet d'une élection plus ouverte, même si, selon Tezozomoc, une réaction aristocratique se serait produite au XVIe siècle, les plébéiens étant écartés de ces fonctions.

## Fonctions
Ces dirigeants étaient à la fois des émissaires, des chefs militaires et des intendants.
En effet, un tecuhtli était responsable en premier lieu de représenter ses administrés devant les autorités supérieures, aussi bien pour faire valoir  leurs droits à la propriété (si un peuple voisin empiétait sur leurs terres) que pour négocier des baisses d'impôts ou encore porter en appel les litiges devant le tribunal de Texcoco ou de Mexico.
En cas de conflit armé, c'est lui qui devait conduire au combat les troupes réquisitionnées.
Enfin, il était responsable du versement du tribut impérial aux « calpixque », et donc de l'organisation de la production agricole et artisanale.
En tant que dirigeant, il se devait d'organiser chez lui les fréquentes réunions du conseil de sa localité et d'offrir à boire et à manger aux vieillards.
S'il était un « calpullec » de Mexico-Tenochtitlan, il était tenu de se rendre tous les jours au palais pour y recevoir les ordres du « Uey calpixqui ».
Comme l'ensemble de ces charges pouvaient s'avérer lourdes selon l'importance de la localité qu'il dirigeait, il pouvait les déléguer à des fonctionnaires locaux mais qu'il devait lui-même rémunérer sur le produit de ses terres et les « soldes et rations » que lui versait le pouvoir impérial.

## Privilèges
Les tecuhtli, en contrepartie des fonctions qu'ils assumaient, bénéficiaient d'un prestige mis en évidence par la particule -tzin associée à leur nom, et d'un niveau de vie supérieur caractérisé par leur tenue vestimentaire luxueuse (vêtements,sandale, bijoux), par leur tecalli (résidence parfois assez modeste mais toujours plus luxueuse que celle des concitoyens qu'ils dirigeaient et qui devaient à leur chef « le bois et l'eau », c'est-à-dire l'entretien de sa demeure et de ses terres), par les « rations » (en tissus, vêtements, vivres) qu'ils recevaient du pouvoir central et par l'exonération fiscale de toute leur famille.
L'étiquette sociale considérait honorable que les tecuhtlis et les membres masculins de leur famille apprennent et pratiquent, outre l'organisation de l'agriculture et la direction des hommes, certains métiers artisanaux comme plumier, orfèvre ou joaillier pour mieux entretenir leur famille. En revanche, les métiers plus pénibles physiquement de négociant (qui portaient leurs marchandises sur le dos), cultivateur ou bûcheron leur étaient interdits car indignes de leur rang.